# Huest
Huest (prononciation traditionnelle : ué, [y'e] ) est une commune française située dans le département de l'Eure, en région Normandie.
Ses habitants sont appelés les Huestois.
Commune rurale par ses origines, Huest est devenu, de par sa proximité de la préfecture, Évreux, située à quelques kilomètres, un village résidentiel, bénéficiant d'un accès rapide et aisé sur la ville et sur tous les axes routiers majeurs vers le nord (Louviers et Rouen), vers l'est (Pacy-sur-Eure, Vernon et Paris), et vers le sud (Dreux, Chartres et Orléans).
Dotée d'une forte volonté à vouloir garder son « âme » villageoise, la commune bénéficie aujourd'hui d'une évolution maîtrisée en matière de population, mais offre à ses habitants tout le confort digne d'une agglomération moderne. Outre la distribution du gaz de ville et le raccordement à l'assainissement collectif, elle bénéficie d'un réseau « Internet » performant et a réussi, bien avant ses voisines, à enterrer l'ensemble de son réseau électrique. Quelques investissements immobiliers locatifs ont même été réalisés par le conseil municipal en vue de satisfaire une demande croissante sur le secteur.

## Géographie

### Localisation
Une localisation cartographique précise est disponible, à différentes échelles, sur le site de l'IGN.
Huest est située au nord d'un vaste plateau, dit de Saint-André, dans le sud-est du département de l'Eure
, entre les vallées des rivières d'Iton à l'ouest et celle d'Eure, affluent de rive gauche de la Seine, à l'est.
La commune s'étend sur 657 hectares, dont environ 176 sont boisés, ce qui lui a valu son surnom : le Village à l'Habit Vert.
La base aérienne 105 Commandant-Viot a une emprise d'environ 250 hectares sur la commune, dans sa partie sud, soit plus d'un tiers de sa superficie. On notera également, au nord-est du village, la présence du dépôt de munitions de Sassey-Huest, dont l'accès et une partie des installations se trouvent sur la commune.
| Gravigny | Sassey          | Sassey  |
| Évreux   | Huest           | Gauciel |
| Fauville | Le Vieil-Évreux | Miserey |

Le village se situe dans la partie est de la région Normandie, à 24 kilomètres du département d'Eure-et-Loir dans la région Centre-Val de Loire, et 19 kilomètres du département des Yvelines dans la région d'Île-de-France.
|                                     | Évreux       | Vernon      | Rouen        | Paris        |
| ----------------------------------- | ------------ | ----------- | ------------ | ------------ |
| Distance routière                   | 5 km         | 25 km       | 52 km        | 94 km        |
| Distance orthodromique              | 4,3 km       | 20,8 km     | 45,4 km      | 85,3 km      |
| Azimut                              | 249° 17′ 20″ | 73° 34′ 53″ | 349° 02′ 20″ | 102° 50′ 25″ |
| Sources : Via-Michelin et Lion 1906 |              |             |              |              |

### Relief

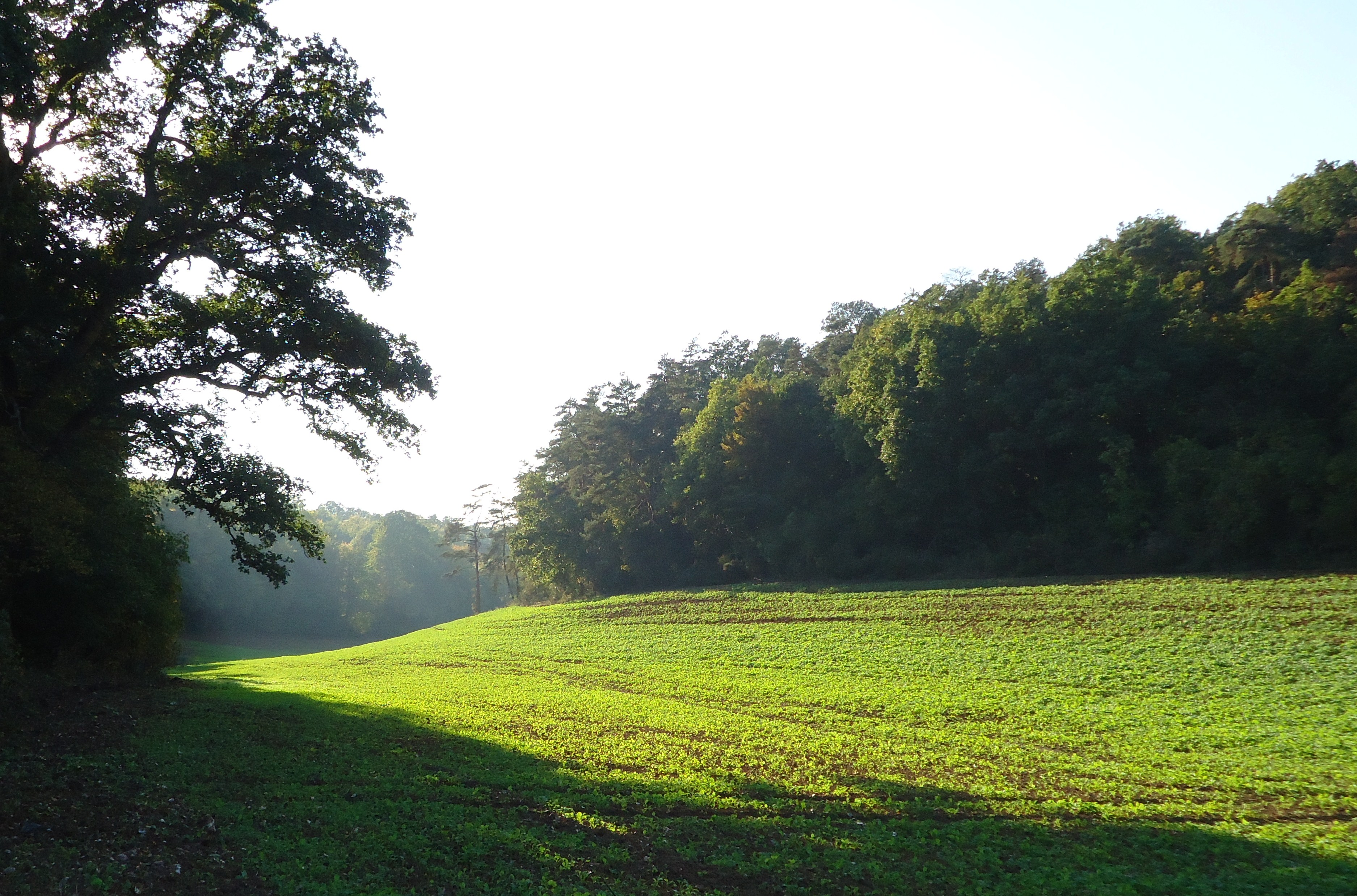
La Petite Vallée, vue est-ouest.

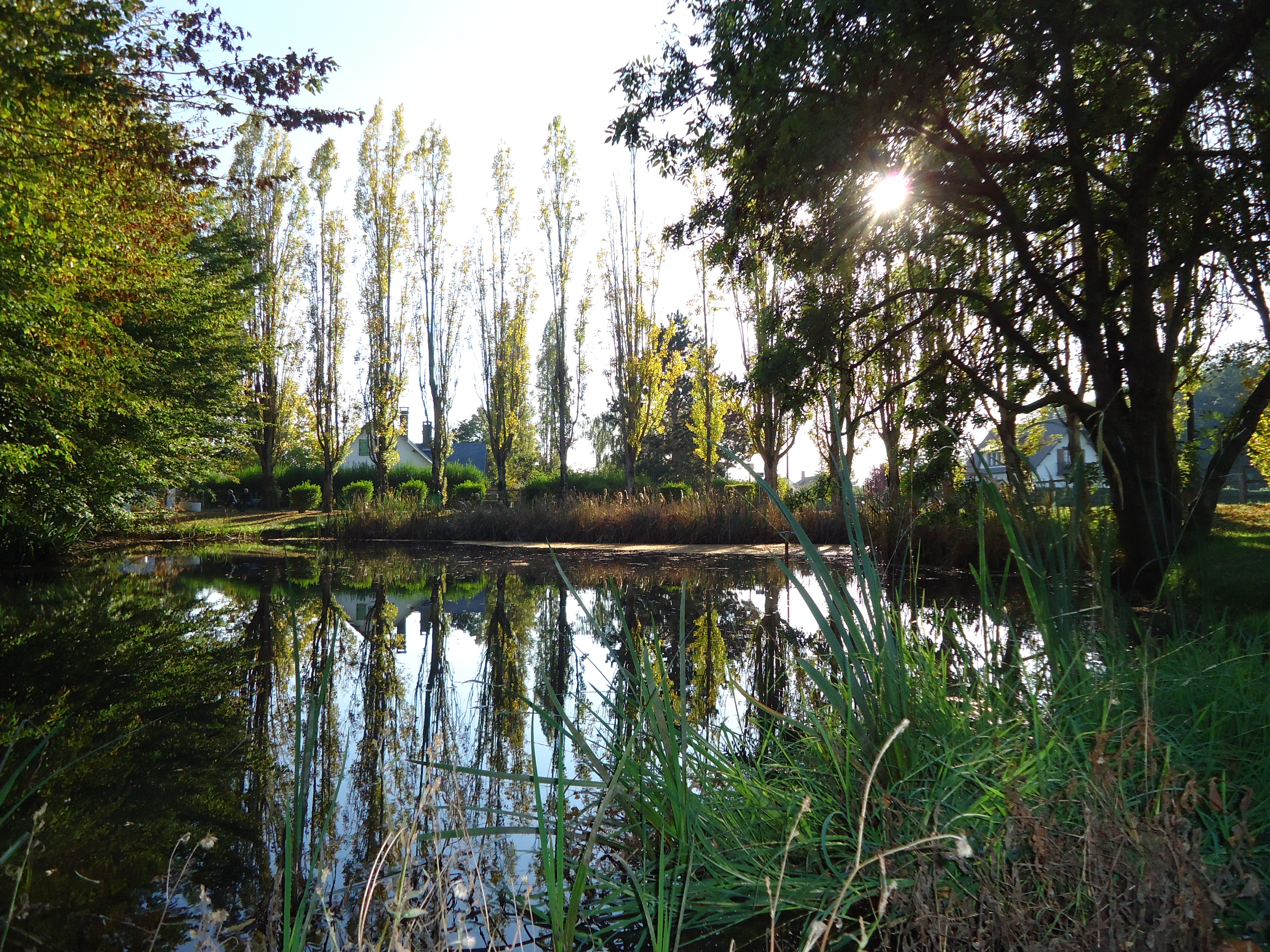
La mare des Peupliers, rue de Fauville.

La plus grande partie de la commune présente un relief de plaine à une altitude moyenne d'environ 130 mètres.
Ce relief de plateau est rompu par deux vallées sèches, la Vallée du Nuisement et la Petite Vallée, qui se rejoignent à la limite ouest de la commune, où elles drainent les eaux pluviales vers Gravigny et la vallée de l'Iton, la quasi-totalité de la commune étant située sur le bassin versant de cette vallée. La Vallée du Nuisement sépare le hameau du Nuisement et le bois du Grand Parc du bois de la Saussaye tandis que la Petite Vallée sépare le bois de la Saussaye du Bois des Vignes.
Les trois bois cités plus haut sont classés « forêt de protection d'Évreux et de ses massifs périphériques » par décret du conseil d'État du 3 juillet 2007.
Le réseau hydrographique superficiel est inexistant, seules quelques mares viennent orner ce paysage au cœur du village, à l'image de la mare des Peupliers. Celle de la Résilière, excentrée, en léger surplomb de la Petite Vallée est artificielle et s'assèche au fil des ans.
Du fait de sa situation, la commune n'est donc pas concernée par les risques de remontée de nappes phréatiques ni de crues.

### Géologie
Lien vers la carte géologique sur le site de Géoportail (IGN).
La majeure partie du village, le plateau au sud et à l'est, ainsi que la zone résidentielle au centre, est constituée de limon des plateaux, excepté un affleurement d'argile à silex situé sur l'emprise de la base aérienne 105.
Le sous-sol de la partie boisée, au nord et à l'ouest se compose de cette même argile et de cailloutis.
Le tout reposant sur une épaisse couche de craie. De nombreux sites d'extraction de cette roche sont recensés sur le territoire de la commune, notamment la Carrière Blanche, encore visible, au début du XXIe siècle, sur le coteau en bord du chemin, à l’extrême nord-ouest du village. Il en existait un autre, de moindre importance, le Bec Salé, comblé en 2006, en lisière ouest du bois de la Saussaie.
Une analyse plus précise des sols silico-calcaires du village met en avant la présence importante de sables siliceux et de carbonate de chaux.
Quelques cavités souterraines d'origines diverses sont recensées sur la commune.
Huest est située dans la zone de sismicité la plus faible de France.

### Hydrographie
La commune est située dans le bassin Seine-Normandie. Elle n'est drainée par aucun cours d'eau,.

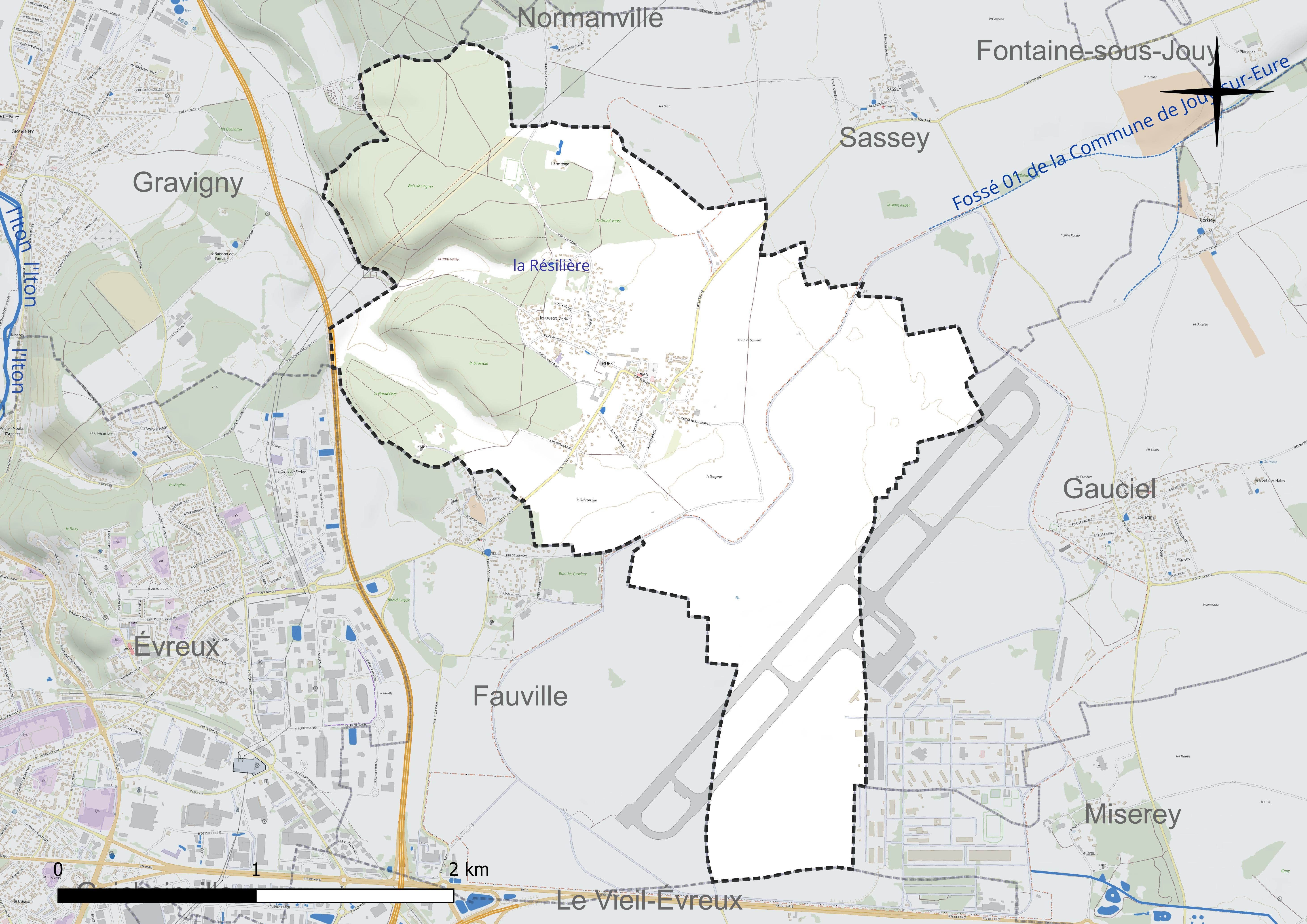
Réseau hydrographique de Huest.

Un plan d'eau complète le réseau hydrographique : la Résilière (0 ha),.

### Climat
Pour des articles plus généraux, voir Climat de la Normandie et Climat de l'Eure.
En 2010, le climat de la commune est de type climat océanique dégradé des plaines du Centre et du Nord, selon une étude du CNRS s'appuyant sur une série de données couvrant la période 1971-2000. En 2020, Météo-France publie une typologie des climats de la France métropolitaine dans laquelle la commune est exposée à un climat océanique et est dans une zone de transition entre les régions climatiques « Sud-ouest du bassin Parisien » et « Côtes de la Manche orientale ». Parallèlement le GIEC normand, un groupe régional d’experts sur le climat, différencie quant à lui, dans une étude de 2020, trois grands types de climats pour la région Normandie, nuancés à une échelle plus fine par les facteurs géographiques locaux. La commune est, selon ce zonage, exposée à un « climat des plateaux abrités », correspondant aux plaines agricoles de l’Eure, avec une pluviométrie beaucoup plus faible que dans la plaine de Caen en raison du double effet d’abri provoqué par les collines du Bocage normand et par celles qui s’étendent sur un axe du Pays d'Auge au Perche.
Pour la période 1971-2000, la température annuelle moyenne est de 10,4 °C, avec  une amplitude thermique annuelle de 14,2 °C. Le cumul annuel moyen de précipitations est de 671 mm, avec 10,9 jours de précipitations en janvier et 8,1 jours en juillet. Pour la période 1991-2020, la température moyenne annuelle observée sur la station météorologique installée sur la commune est de 11,2 °C et le cumul annuel moyen de précipitations est de 600,6 mm,. Pour l'avenir, les paramètres climatiques de la commune estimés pour 2050 selon différents scénarios d’émission de gaz à effet de serre sont consultables sur un site dédié publié par Météo-France en novembre 2022.
| Mois                                  | jan.             | fév.            | mars           | avril         | mai             | juin            | jui.           | août           | sep.          | oct.            | nov.            | déc.           | année      |
| ------------------------------------- | ---------------- | --------------- | -------------- | ------------- | --------------- | --------------- | -------------- | -------------- | ------------- | --------------- | --------------- | -------------- | ---------- |
| Température minimale moyenne (°C)     | 1,6              | 1,5             | 3,4            | 5,1           | 8,4             | 11,4            | 13,3           | 13,3           | 10,6          | 8               | 4,5             | 2              | 6,9        |
| Température moyenne (°C)              | 4,3              | 4,8             | 7,5            | 10            | 13,3            | 16,5            | 18,8           | 18,8           | 15,6          | 11,9            | 7,6             | 4,7            | 11,2       |
| Température maximale moyenne (°C)     | 7                | 8,1             | 11,7           | 15            | 18,3            | 21,6            | 24,2           | 24,2           | 20,7          | 15,7            | 10,6            | 7,4            | 15,4       |
| Record de froid (°C) date du record   | −18,6 08.01.1985 | −15 12.02.12    | −10,7 13.03.13 | −4,2 06.04.21 | −1,8 05.05.1979 | −0,6 05.06.1991 | 4,9 02.07.1979 | 2,7 28.08.1974 | 0,2 30.09.18  | −4,6 30.10.1997 | −7,8 30.11.1989 | −14 31.12.1970 | −18,6 1985 |
| Record de chaleur (°C) date du record | 15,5 01.01.22    | 19,2 24.02.1990 | 24,2 31.03.21  | 27,6 20.04.18 | 30 27.05.05     | 36,2 18.06.22   | 40,9 25.07.19  | 38,4 11.08.03  | 35,4 09.09.23 | 29,3 10.10.23   | 20 01.11.14     | 16 16.12.1989  | 40,9 2019  |
| Ensoleillement (h)                    | 635              | 799             | 1 281          | 1 732         | 1 939           | 2 077           | 2 136          | 2 057          | 1 704         | 1 202           | 72              | 617            | 16 898     |
| Précipitations (mm)                   | 49               | 43,6            | 44,3           | 43,8          | 53,5            | 50,7            | 49,4           | 45             | 44,6          | 58,1            | 53,8            | 64,8           | 600,6      |

## Urbanisme

### Typologie
Au 1er janvier 2024, Huest est catégorisée bourg rural, selon la nouvelle grille communale de densité à 7 niveaux définie par l'Insee en 2022.
Elle est située hors unité urbaine. Par ailleurs la commune fait partie de l'aire d'attraction d'Évreux, dont elle est une commune de la couronne,. Cette aire, qui regroupe 108 communes, est catégorisée dans les aires de 50 000 à moins de 200 000 habitants,.

### Occupation des sols
L'occupation des sols de la commune, telle qu'elle ressort de la base de données européenne d’occupation biophysique des sols Corine Land Cover (CLC), est marquée par l'importance des territoires artificialisés (43,7 % en 2018), en augmentation par rapport à 1990 (41,2 %). La répartition détaillée en 2018 est la suivante : 
zones industrielles ou commerciales et réseaux de communication (36 %), forêts (29,8 %), terres arables (26,5 %), zones urbanisées (7,8 %). L'évolution de l’occupation des sols de la commune et de ses infrastructures peut être observée sur les différentes représentations cartographiques du territoire : la carte de Cassini (XVIIIe siècle), la carte d'état-major (1820-1866) et les cartes ou photos aériennes de l'IGN pour la période actuelle (1950 à aujourd'hui).

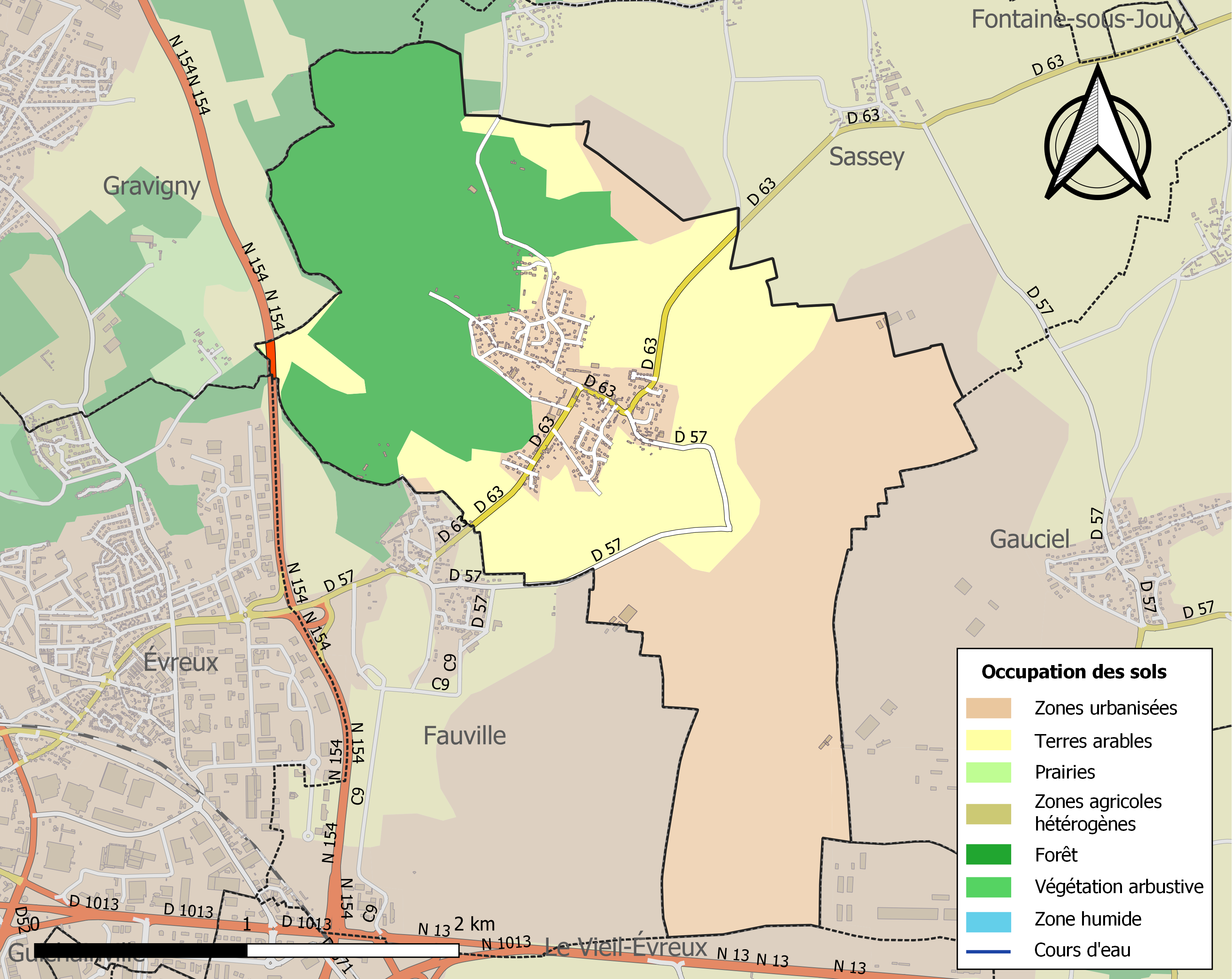
Carte des infrastructures et de l'occupation des sols de la commune en 2018 (CLC).

### Logement
Au sortir de la Seconde Guerre mondiale, et pour répondre au dynamisme démographique national, la commune va s'enrichir successivement de petits groupes d'habitations, pour la plupart au nord-ouest du village initial.
En 1968, un premier lotissement de sept maisons voit le jour rue de l'Ermitage. Deux ans plus tard, ce sont les quinze maisons du site de l'Abbaye qui sortent de terre, suivies en 1972 des douze maisons de la rue de la Moinerie.
Afin d'apporter une cohérence géographique dans l'étendue de la commune, le village des Champs et ses vingt-neuf maisons voient le jour entre 1975 et 1979 ; les rues de l'Ermitage et de Gravigny sont ainsi regroupées. C'est à cette époque que l'architecte H. Barret construit dans les bois jouxtant le village, de part et d'autre de la Petite Vallée, cinq des nombreuses maisons en pierre de Vernon et  qu'il a disséminées dans le département« construites dans l'esprit du passé ».
Ce n'est qu'en 1981 que le conseil municipal met en place un plan d'occupation des sols visant à maîtriser l'évolution de la croissance résidentielle.
Depuis cette date, le développement du village se concentre sur le sud, chemin des Perrins et rue de l'Aubépine, ainsi qu'à l'est, rue du Petit-Clos et de la Mare-Mattiote. C'est également à cette sortie du village que la commune a investi dans un ensemble locatif de dix-huit logements, principalement proposés aux personnels de la base aérienne 105.
Entre 2005 et 2011, les 40 constructions du lotissement de la Gâstine prennent place entre les rues de la Gâstine et du Bergeron, suivies par la résidence de l'Abbaye, comprenant une douzaine de maisons, qui voit le jour dans la partie est de la petite vallée, liant ainsi le nord du village et les bois.
Les données issues du recensement de 1999 confirment le statut résidentiel du village au travers des chiffres relevés pour le logement :
|                                | Résidences principales | Résidences secondaires | Logements vacants | Maisons individuelles | Appartements | Propriétaires | Locataires | Logements 1 & 2 pièces | Logements > 5 pièces |
| ------------------------------ | ---------------------- | ---------------------- | ----------------- | --------------------- | ------------ | ------------- | ---------- | ---------------------- | -------------------- |
| Huest                          | 91,4 %                 | 3 %                    | 5,6 %             | 95,8 %                | 3,8 %        | 88,7 %        | 10,4 %     | 2,3 %                  | 59 %                 |
| Eure                           | 87 %                   | 8,2 %                  | 4,84 %            | 77,2 %                | 20 %         | 62,7 %        | 33,8 %     | 12,1 %                 | 38,1 %               |
| France                         | 83 %                   | 10,1 %                 | 8 %               | 56,8 %                | 40,4 %       | 55,3 %        | 39,8 %     | 19,2 %                 | 31,5 %               |
| Sources : Inseeet L'Internaute |                        |                        |                   |                       |              |               |            |                        |                      |

### Infrastructures
La proximité immédiate de la préfecture et le caractère résidentiel que prenait petit à petit le village dans la seconde moitié du XXe siècle incite le conseil municipal à être précurseur en matière d'aménagement :
La mise en place du réseau électrique intervient en premier lieu, les premiers branchements sont réalisés en 1931. À partir de 1986, la commune mène une campagne générale d'enfouissement des réseaux électriques et téléphoniques, et d'installation de l'éclairage public qui s'achève en 2009.
Le réseau d'adduction d'eau potable ne verra le jour qu'en 1956, il sera synonyme de la destruction, quelques années plus tard, du lavoir de la mare aux peupliers et du comblement d'un grand nombre de mares sur la commune.
De 1991 à 1995, le village se met aux normes nationales par la mise en place du système d'assainissement collectif pour l'ensemble des habitations. La commune vote alors une prime pour chaque foyer en vue de financer leur raccordement. La mise en place du réseau de distribution de gaz de ville débute en 2001, et se termine l'année suivante.
En 2011, le village dépend du Grand Évreux Agglomération en matière d'adduction d'eau potable et de collecte et traitement des eaux usées.
À cette date, la commune ne bénéficie que du dégroupage partiel en matière de réseau téléphonique et Internet. Les connexions ADSL donnent en moyenne les résultats suivants :
- Débit descendant : 6 850 kb/s (856,3 ko/s) ;
- Débit montant : 834 kb/s (104,3 ko/s) ;
- Ping : 73 ms.

### Voies de communications et transports

#### Réseau routier
Huest est traversé par la route départementale 63, qui va d'Évreux à Vernon via Chambray, La Chapelle-Réanville et Saint-Pierre-d'Autils. Un projet de contournement est de la commune pour cet axe a été mis à l'étude en 1994, puis en 2001, sans, pour l'instant, avoir trouvé un aboutissement.
La commune est bordée au sud par la route nationale 13, axe majeur de Paris à Cherbourg via Lisieux et Caen, et à l'ouest, par le nouveau tracé de la route nationale 154 dans son contournement sud d'Évreux.
Un des risques apparaissant au dossier d'information communal des risques majeurs (DICRiM) est relatif au passage de cette voie de circulation sur une portion minime de la commune, savoir, le transport de matières dangereuses.
L'accès autoroutier utilisé pour se rendre à Huest, en venant de Paris, est la sortie  15 de l'autoroute A13, située à proximité de la commune de Chaufour à environ 25 kilomètres à l'est du village ; on y accède par la nationale 13. Pour rejoindre cette même autoroute en direction de Rouen puis Caen, l'échangeur  19, sur la commune d'Incarville, se trouve à 30 kilomètres au nord, en empruntant la nationale 154 reliant Val-de-Reuil à Allaines-Mervilliers, via Évreux, Dreux et Chartres.
Depuis 2005, l'autoroute A28 offre une alternative pour rejoindre Le Mans et le Grand Ouest de la France depuis le village, à partir de la sortie  14 à proximité de Bernay, située à 56 kilomètres à l'ouest.
Le chemin de grande randonnée no 26, dans sa première partie, de Paris à Évreux, traverse le nord-est de la commune.

#### Transports en commun
Le village n'est pas desservi par le réseau de bus de l'agglomération d'Évreux, le Trans Urbain, mais la commune et le GEA ont mis en place un système nommé Taxi-bus; les habitants bénéficient, sur commande préalable, des services d'un taxi pour se rendre à Évreux, leur contribution se limitant au prix d'un ticket de bus, le reliquat étant pris en charge par la communauté d'agglomération. Ce système, très apprécié des habitants, permet aux personnes plus âgées ou peu valides de profiter plus longtemps du cadre de vie du village avant de déménager vers la ville.
Le conseil général de l'Eure a mis en place un réseau départemental d'autocars qui dessert la commune, rue de Vernon, près de l'église, par l'intermédiaire de la ligne numéro 200, qui va d'Évreux à Gisors, via Gaillon. La ligne est exploitée par une société privée.
La gare SNCF la plus proche est celle d'Évreux-Normandie, située sur la ligne Paris, via Bueil et Mantes-la-Jolie, à Cherbourg; via Bernay et Caen. L'activité ferroviaire est plus intense le matin en direction de la gare de Paris-Saint-Lazare, et inversement au soir, en raison d'un nombre important d'habitants du secteur qui ont un emploi sur Paris.
L'aéroport de Rouen - vallée de Seine est le plus proche, environ 50 kilomètres au nord, mais n'est réservé qu'aux vols d'affaires et de loisirs, seules quelques compagnies desservent régulièrement un petit nombre de destinations nationales. La majeure partie des vols nationaux et internationaux des Huestois se fait via les Aéroports de Paris, Roissy-Charles de Gaulle et Orly, tous deux distants d'environ 115 kilomètres.

## Toponymie
Le nom de la localité est attesté sous les formes West en 1030 (Fauroux 61), puis sous la forme Guest vers 1148 et vers 1215, puis encore Vuest en 1300 (charte de fondation de Saint-Amand), Uest en 1417 (archives de Belbeuf), Huais en 1631 (Plans et profils de Tassin), Huêt en 1828.
Le traitement de la consonne initiale [w] ou [g] correspond à la limite dialectale entre le normand septentrional et le normand méridional. La chute du [w] initial, commune en Haute-Normandie (cf. Incarville, anciennement Wiscarville en 1190, ou encore Elbeuf, anciennement Wellebuoth 1070 - 81, Guellebo 1021 - 25, etc.), montre que la forme septentrionale a prévalu. Le H initial est donc purement graphique.
L'origine du nom Huest est obscure et ne fait pas l'unanimité chez les spécialistes. Albert Dauzat et Charles Rostaing ont considéré ce toponyme comme une application du vieux bas francique *wösti « désert; terre aride, dévastée » (cf. allemand Wüste, désert) dont on retrouve la racine *wôst- dans le verbe français « gâter », croisé avec le latin vastare. François de Beaurepaire ne retient pas cette hypothèse, sans toutefois proposer d'explication. Ernest Nègre penche pour un nom de personne germanique pris absolument Westar-, bien qu'il n'y ait aucune trace de finale -ar / -er dans les formes anciennes.
La prononciation « ué » [ye] résulte de l'évolution phonétique régulière, le groupe -st n'étant plus prononcé depuis la renaissance. L’orthographe officielle restitue une graphie archaïque qui est cependant étymologique (cf. être : il est). La lecture littérale « uest » en accentuant la finale est fautive.

### Microtoponymie
Quelques noms de lieux-dits ont aujourd'hui disparu de nos cartes :
- Rabel : nom d'un bois du village cité[42] dans le cartulaire de Saint-Sauveur, en 1215. Ce nom, devant être celui d'un ensemble, d'un fief ou d'un hameau, provient de celui d'une famille, puisqu'un dénommé Robert Rabel, vassal de Gilbert de Huest[43], fit un don de terres "...in cultura rabel..." à la léproserie Saint-Nicolas de Gravigny et en 1213, Nicolas Rabel leur fit un don "...nemus Rabelli juxta les Holetes"[44](Voir ci-dessous).
- Holetes (les) : nom d'un hameau du village cité[45] dans le cartulaire de Saint-Nicolas d'Évreux, en 1215.
- Croix-Freslon (la) : nom d'un ancien chemin[46], qui laisse à penser qu'un autre calvaire que celui de l'ancienne église se trouvait sur la commune en 1877.
- Grès (les) : nom d'une friche obtenue par la commune au lendemain de la Révolution, située autour du village[47].
- Miens (les) : nom d'une friche obtenue par la commune au lendemain de la Révolution, située autour du village[47].
- Bec Salé (le) : nom d'une ancienne carrière de craie[Note 2] à ciel ouvert comblée, située en lisière sud-ouest du bois de la Saussaie.
- Carrière Blanche (la) : nom d'une ancienne carrière de craie[Note 2] à ciel ouvert, au nord-est du village, en lisière ouest du bois des Vignes, visible depuis le chemin de Huest à Gravigny.

D'autre part, quelques noms de rues rappellent certains lieux aujourd'hui disparus :
- Lombaye (rue de la Mare) : indiquant l'existence d'une mare sur le plateau sud du village. Ce nom est également celui d'une friche obtenue par la commune au lendemain de la Révolution, située autour du village[47]. L'ancien cadastre la note sous la forme long baye.
- Mare Mattiote (rue de la) : indiquant l'existence d'une mare.
- Gastine ou Gâtine (rue de la) : nommée tardivement, elle ne mène pas à l'ancienne ferme et hameau éponymes disparus lors de l'implantation de la base aérienne[Note 10].

Enfin, d'autres noms de rues se rapportent à des lieux-dits existants :
- Couture Gaulard (rue de la) : partie de la plaine située à l'est du bourg, traversée par l'ancienne voie celtique puis romaine, aujourd'hui largement amputée par les infrastructures militaires.
- Bergeron (chemin du) : partie de la plaine située au sud-est du bourg, aujourd'hui largement amputée par les infrastructures militaires.
- Sablonnière (chemin de la) : partie de la plaine située au sud du bourg, son nom se rapporte à la nature de son sol, prouvée géologiquement[12]. Ce nom est également celui d'une friche obtenue par la commune au lendemain de la Révolution, située autour du village[47].
- Ermitage (rue de l') : nom donné à une propriété forestière de la fin du XIXe siècle, et, par extension, nom du lieu-dit formé par son parc. La rue part du centre du village pour mener jusqu'à cette entité, située en limite de commune. Un ermitage, lieu de vie de l'ermite, est le nom commun donné à une propriété rurale retirée.

Et d'autres lieux-dits existants n'ont pas de rues associées :
- Saussaie ou Saussaye (bois de la)
- Vignes (bois des)  : nom donné à la plus grande partie boisée de la commune, occupant toute la partie nord-ouest. À sa lisière sud, dans le creux du versant nord de la Petite Vallée poussaient quelques acres de vigne (réservée aux moines du prieuré Sainte-Cécile puis aux offices de la cathédrale d’Évreux selon la légende). Au début du XXIe siècle, la végétation est toujours, à cet endroit[Note 11], très différente de tout ce qui est visible en matière de biotope sur la commune.
- Quatre Vents (Les) : nom d'un manoir du XIXe se trouvant au cœur du village, dont une partie des terres ont été cédées pour construire le « Village des Champs »[Note 12], et, par extension, nom de l'ancien lieu-dit, référencé comme tel sur la carte IGN.
- Résilière (mare de la) : dite également mare aux Vipères, en vue d'en éloigner les enfants[Note 2].
- Nuisement (le) (Nusiment en 1060 - 1066) : nom d'un ancien hameau de la commune. Auguste Longnon voit dans cette appellation une allusion au bruit des ailes des moulins. Cependant, le terme d'ancien français nuisement, noisement a eu le sens de « querelle », d'où de possibles applications en toponymie au sens de « propriétés litigieuses »[48]. Ernest Nègre reprend cette explication en la développant « terre ayant subi un préjudice, un pillage »[41]. Jouxtant le village de Fauville, il est acquis en 1809 par Charles Gazan qui y fait construire un petit château de style anglais, en 1820, auquel son fils fit ajouter deux ailes en 1861[49]. Le nom du Nuisement correspond aujourd'hui à cette propriété. On note une homonymie avec le Nuisement, ancienne commune de l'Eure et rattachée en 1841 à Manthelon.
- Petite vallée (la) : nom se rapportant à la petite taille et l'encaissement peu important de ce relief.
- Grand Parc (le) : nom donné à un lieu-dit correspondant à une partie boisée du domaine du Nuisement ayant servi de réserve de gibier.
- Grand-Vente (la).

## Histoire

### Antiquité
La présence humaine a pris place très tôt sur le territoire de la commune, comme en témoignent ces découvertes, notamment les trois suivantes :
- Une hache néolithique en pierre découverte en 1964 par un agriculteur huestois, dans la partie nord du village (collection privée) ;
- Un gros anneau creux en bronze[51] blanchâtre de 14 centimètres de diamètre et de 2 millimètres d'épaisseur, découvert en 1870 ;
- Une hache à douille et anneau en bronze[52], découverte en 1879[53].

Ces deux dernières découvertes sont attribuées à l'âge du bronze et visibles au musée d'Évreux.
La proximité immédiate de l'important site de Gisacum sur la commune du Vieil-Évreux, capitale du peuple gaulois des Aulerques Eburovices, laisse supposer que la présence gallo-romaine fut conséquente sur tout le secteur. Mais l'implantation des infrastructures militaires interdit pour l'instant toutes recherches dans ce sens[pas clair].
Seul un four à chaux d'époque romaine a été découvert au hameau du Nuisement, en bordure ouest du bois de la Saussaie sur le versant est de la vallée.
Le village est traversé sur sa partie est par une ancienne voie celtique (entre le Ve et le IIe siècle av. J.-C.) d'axe nord-sud qui allait de la rive gauche de Rouen au Vieil-Évreux en passant par Elbeuf. Ce tracé, aujourd'hui peu visible, sera repris par la voie romaine de Rouen à Bordeaux via Orléans, passant la Seine à Pont-de-l'Arche, pour qui voulait éviter Évreux. Ce chemin est encore cadastré sous la référence « Chemin rural numéro 10 dit ancien chemin de Chartres à Rouen ».

### Moyen Âge

#### La Normandie ducale (911-1204)

##### Les débuts de la Normandie ducale (911-1066)
Les premières mentions du village apparaissent en 1030 lorsque le seigneur Gosselin, vicomte d'Arques fait don à l'abbaye de la Sainte-Trinité du Mont, dont il est le fondateur, de « l'église et de deux manoirs sis à Wuest », cette donation sera confirmée par le duc de Normandie, Robert le Magnifique, ainsi que par le pape Adrien IV.
Quelques années plus tard, en 1035, le cartulaire de l'Ordre de Thiron indique la présence sur la commune du prieuré de Sainte-Cécile et de sa chapelle, dépendant de l'abbaye de la Sainte-Trinité de Tiron.

##### La periode anglo-normande (1066-1204)
Confirmation est faite de cette appartenance le 30 mai 1147 dans une bulle pontificale du pape Eugène III qui cite dans les avoirs de l'Ordre de Thiron « dans le pays d'Evreux, la chapelle Sainte-Cécile de Guest ».

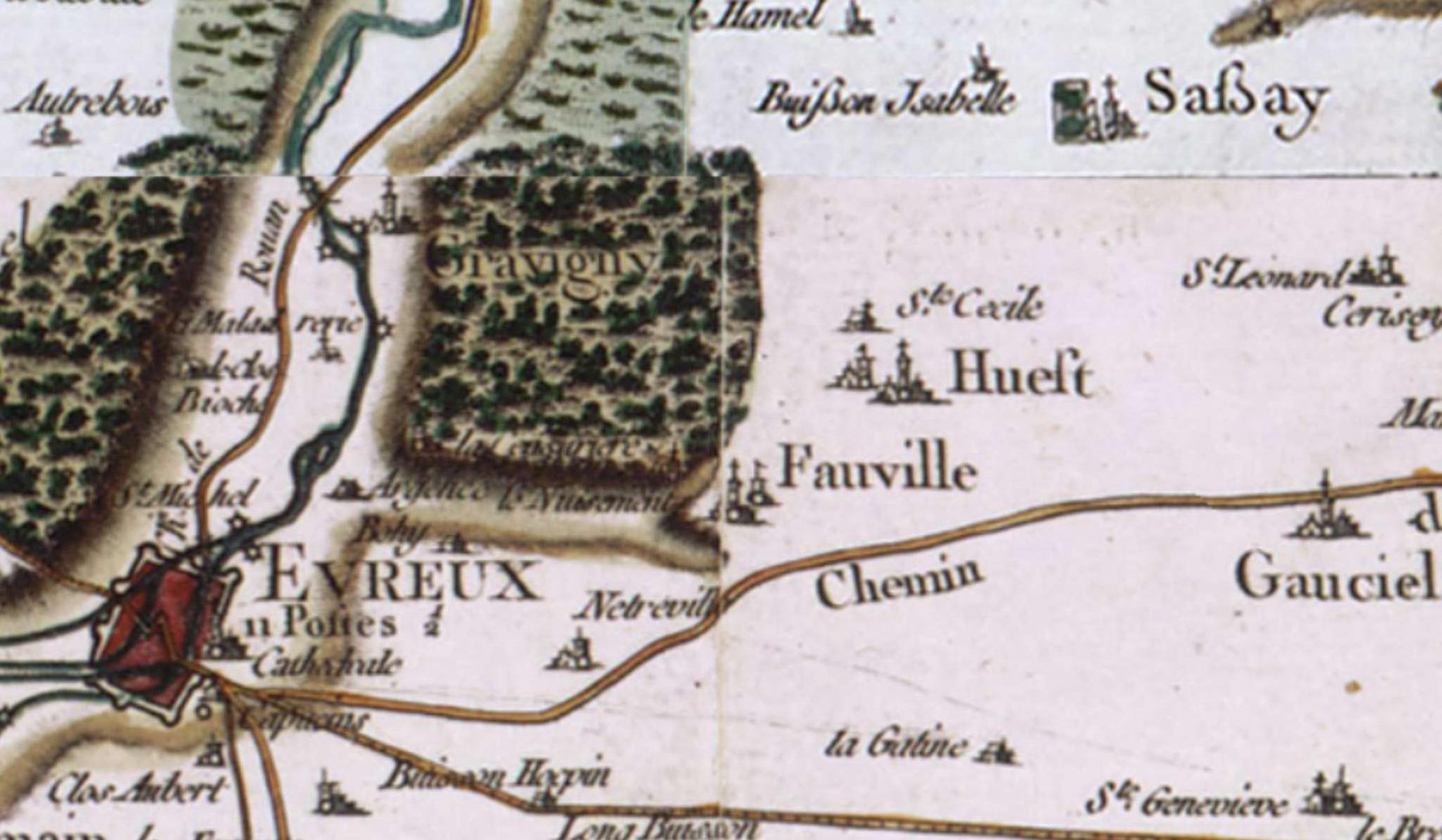
Extrait de la carte de Cassini - Huest et environs.

Contrairement aux noms des rues situées à proximité de cet ancien prieuré, il n'y a jamais eu d'abbaye à Huest, mais un « domaine de l'Abbaye » (de Thiron), dont la dénomination a, au fil des temps, été abrégée en "Abbaye".
Le 23 novembre 1489, Jean de Bretignolles, prieur de la chapelle Sainte-Cécile, prête serment à l'abbé de Tiron ; cet acte est inscrit dans le Livre Blanc, extrait du cartulaire de Tiron.
Cette chapelle (ou le prieuré dont elle dépendait) est indiquée sur la « carte de Cassini », au XVIIIe siècle, mais le marquis de Blosseville la cite comme « ancienne chapelle » en 1877, ce qui place son abandon dans cette période de temps. De mémoire de Huestois, quelques ruines subsistaient encore dans la première moitié du XXe siècle, mais furent détruites en 1968 pour raisons de sécurité.
Vers 1170, les droits de présentation de l'église de Huest, par l'intermédiaire de Geoffroy, son prêtre, et de Gilles, l’évêque d'Évreux, deviennent propriété du prieuré Saint-Nicolas de Gravigny, qui tient lieu de léproserie de la région. Le cartulaire de cette léproserie cite la commune sous la forme latinisée Guestum en 1215. Cette donation est confirmée par Amauri, comte d'Évreux.
À cette époque, les terres de Huest appartenaient déjà à la famille éponyme dont le premier membre connu, Étienne, fut qualifié de seigneur d'Huest en 1137. Excepté les « hameau et ferme » de la Gastine, détachés en 1215 pour être donnés au prieuré de Saint-Nicolas de Gravigny par Gilbert de Huest, la seigneurie d'Huest restera dans la famille jusqu'à la fin du XIVe siècle, même si le fief du Nuisement, division due à un partage familial, (latinisé en Noci-mentum en 1079, Nezement en 1225 et Nuyzement en 1469) devint par la suite un hameau du village, puis le nom d'un château du XIXe.

#### Du rattachement de la Normandie à Couronne de France à la renaissance (1204-1515)
Cette répartition verra les deux fils de Gilbert devenir respectivement, en 1225, seigneurs des deux fiefs ainsi formés, savoir : « Willelmus, dominus de West, miles, Stephanus, dominus de Nesement ».
Au milieu de la guerre de Cent Ans, le fief de Huest change de famille seigneuriale, dans des conditions peu connues, pour passer de la famille de Huest à celle de Poissy, représentée en 1401 par Pierre IIIe de Poissy. Ce dernier fut tué au cours de la bataille d'Azincourt. Son fils, Jacques Ier de Poissy fut nommé Grand panetier de Normandie en 1419.
À la fin du XVe siècle, le seigneur de Huest était Thibault de Poissy, également seigneur de Houville. Sa seule héritière, Marie de Poissy, prit pour époux Jacques d'Amfreville, faisant ainsi changer à nouveau de famille le titre de seigneur de Huest.
Deux générations plus tard, par le biais de mariages, les terres de Huest deviennent propriété de la famille Le Conte de Nonant. C'est à cette époque que fut construit le magnifique pigeonnier dans la ferme principale du village, synonyme de noblesse du lieu. En 1624, Louis le comte de Nonant, seigneur de Huest et autres fiefs, était déjà chevalier.

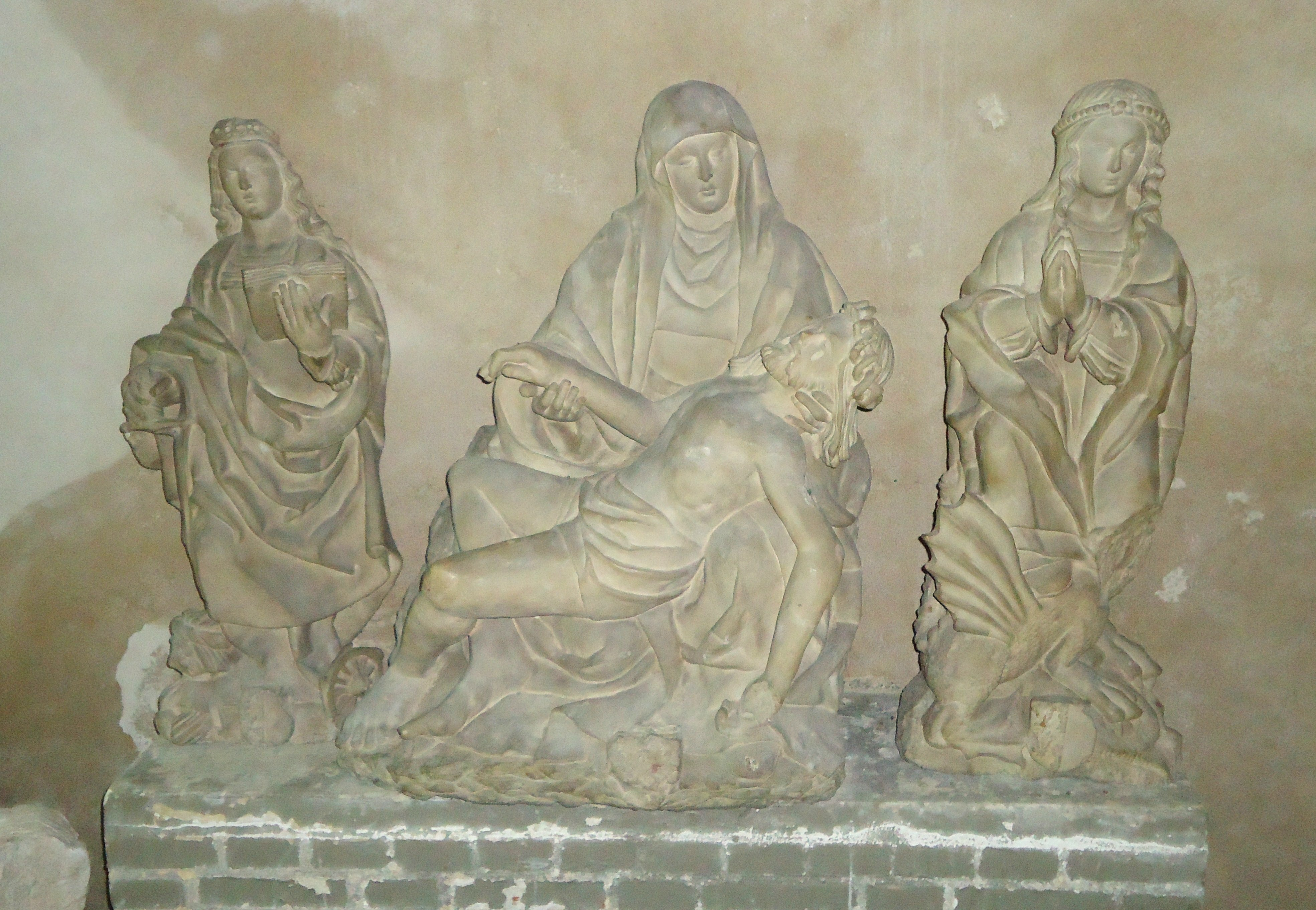
Piéta du XVIe siècle à Huest.

### Temps modernes

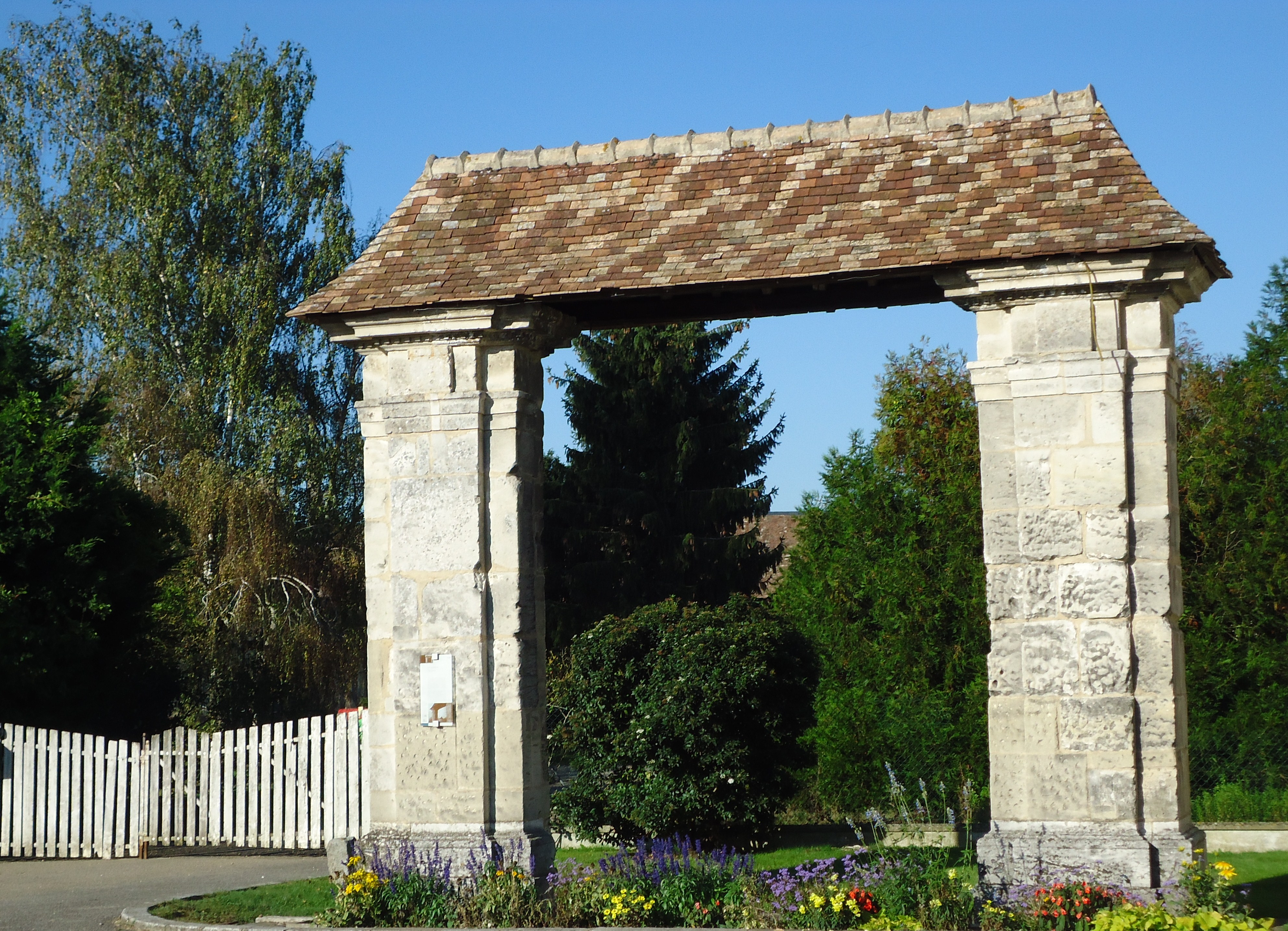
Porche du XVIII e siècle.

Ce n'est qu'à la fin du XVIIe siècle que se terminent ces successions de transmissions familiales, lorsque le fief est vendu en 1687 au prêtre d'Ecouis, l'abbé Druel, qui le céda quelques années plus tard à un conseiller du Présidial d'Évreux, maître Charles Adrien Duval; le fief resta acquis à sa descendance jusqu'à la Révolution.
C'est à cette époque que les droits et privilèges, tant des seigneurs que des habitants, furent mis en litige. On citera pour exemples le droit de ban des seigneurs de Huest sur le moulin de Gravigny ou celui des Huestois à prélever de quoi se chauffer dans les bois de la commune et d'y laisser paître leurs animaux.
En prévision des États généraux de mai 1789, les familles de Huest rédigèrent quelques doléances, notamment un nouveau calcul de la taille, la suppression de la corvée, des banalités et du droit d'octroi sur la ville d'Évreux ainsi que la destruction des pigeonniers, très nuisibles à leurs cultures.

### Epoque contemporaine

#### L'ère des révolutions (1789-1870)

##### La Révolution française (1789-1799)
Quelques années plus tard, en 1793, la commune de Huest fut officiellement créée. Elle put alors donner un cadre légal aux différents droits d'usage en vigueur et reçut en propriété les friches communales qui avaient été cédées aux habitants par les différents Seigneurs. Elles furent estimées, en 1840, à une surface d'environ 30 hectares.
Ces friches, au nombre de quatre, auront un rôle déterminant dans le développement du village.

##### Du Premier Empire à la Révolution de 1848
Au début du XIXe siècle, la situation géographique centrale de la commune, par rapport à ses trois voisines, Fauville, Gauciel et Sassey, lui permit d'obtenir un desservant à son église, devenant ainsi le lieu de culte des quatre villages. Un presbytère fut édifié, en 1819, à l'emplacement de l'actuel groupe scolaire du Haut-bois, grâce à un regroupement financier de villageois ; il fut, en 1827, revendu à la commune.

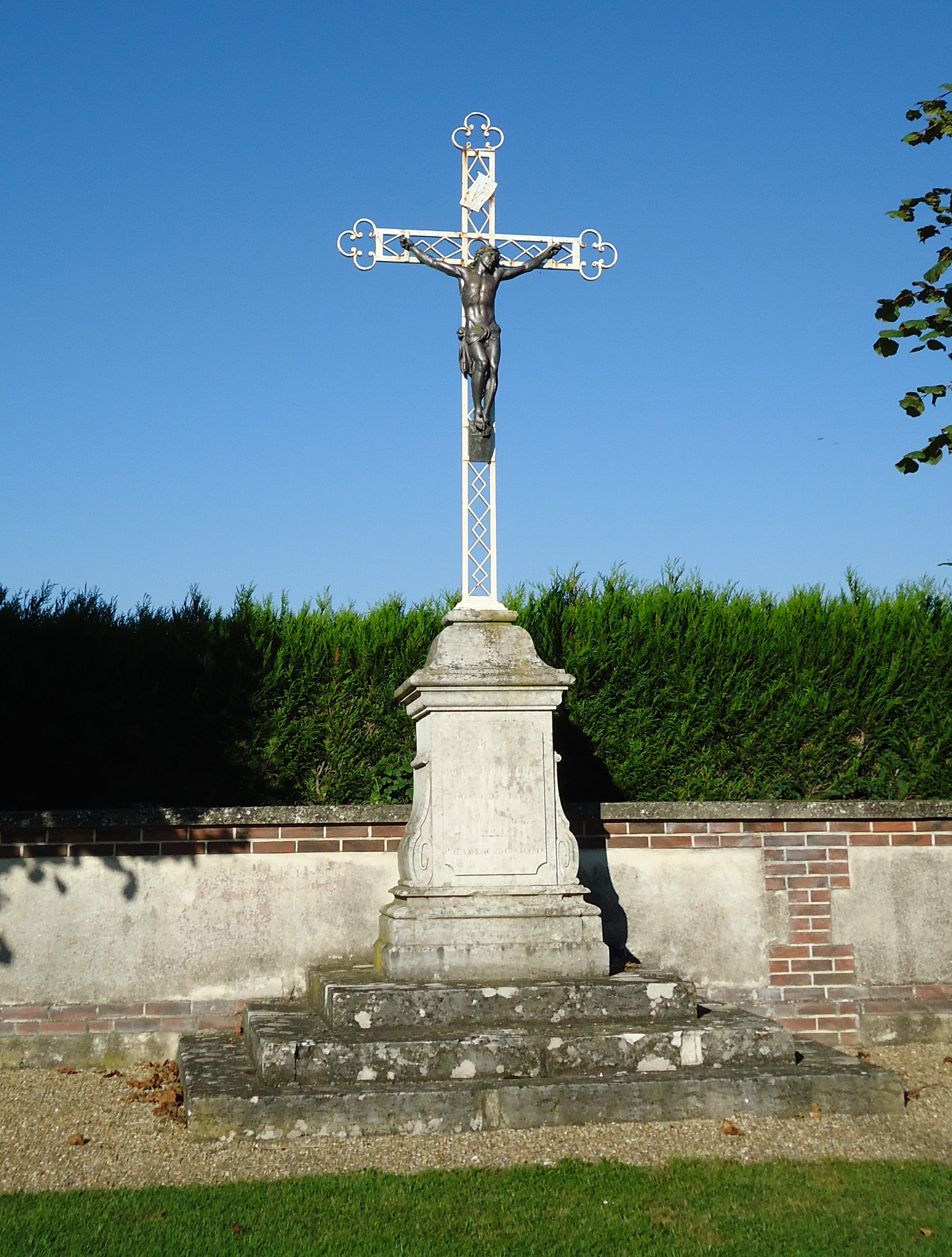
Calvaire symbolisant l'emplacement de l'ancienne église.

Dès 1840, l'église se délabrait dangereusement et les derniers travaux effectués ne purent que reculer de quelques années sa destruction. C'est durant cette période, et plus précisément en 1852 et 1853, que Pierre-François Lebeurier, ancien chartiste et archiviste en titre du département, fut curé de la paroisse.

##### Le Second Empire (1851-1870)
C'est en 1860, grâce au fruit de la vente de la dernière friche communale, des matériaux de l'ancienne église et la participation financière des trois communes liées, de l'évêché, du département et de l'État, que la construction de la nouvelle église Saint-Pierre fut entamée.
Ce fut un peu plus compliqué pour l'enseignement. Depuis 1825, un instituteur dispensait une instruction payante (cf. Histoire de l'éducation en France) pour les enfants des communes de Fauville, Gauciel, Huest et Sassey, mais la loi Guizot de 1833 ne permit pas à ces quatre communes de s'entendre pour la mise en place d'une école commune. Ce ne fut qu'en 1853 que le maire de l'époque, Victor Doucerain, fit édifier, à ses frais, un bâtiment pouvant servir d'école et de mairie. Il céda le tout deux ans plus tard à la municipalité, qui finança cette acquisition en revendant trois des quatre friches citées ci-dessus.
Les trois communes de Fauville, Gauciel et Sassey, moyennant une participation annuelle à l'entretien des locaux, furent alors également rattachées à Huest pour l'enseignement.

#### La IIIe République (1870-1940)

##### Les débuts de laIIIeRépublique (1870-1914)
La guerre de 1870 imposa à Huest, comme à toutes les communes du département, de très pesantes réquisitions, ainsi qu'une contribution de guerre dont le maire en fonction ne s’acquitta que d'un quinzième mais épargna ainsi le village du pillage.
Quelques querelles vinrent encore écorner l'entente entre les quatre villages voisins dans les années qui suivirent, notamment un désaccord sur l'aménagement et l'entretien du cimetière commun qui se trouve sur la commune et la reconstruction de la mairie-école à la suite d'un incendie en 1880, mais le siècle se termina sans histoires, excepté l’exode rural, tout relatif, grâce à la proximité d'Évreux.
Le seul fait d'importance, en 1882, fut la vente en adjudication, par l'Hospice d'Évreux, de la ferme de la Gâtine, à la suite de la baisse des revenus de la terre et de l'apparition de la mécanisation.
Le XXe siècle débute sur une illustration de la loi de séparation des Églises et de l'État, lorsqu'en 1904, le presbytère est détruit par les flammes. Reconstruit par la commune fin 1906, la préfecture, par deux fois, demande que son loyer soit remonté, mais pour garder son desservant, la commune réussit à le conserver à un niveau très bas.

##### D'une guerre à l'autre 1914 à 1940

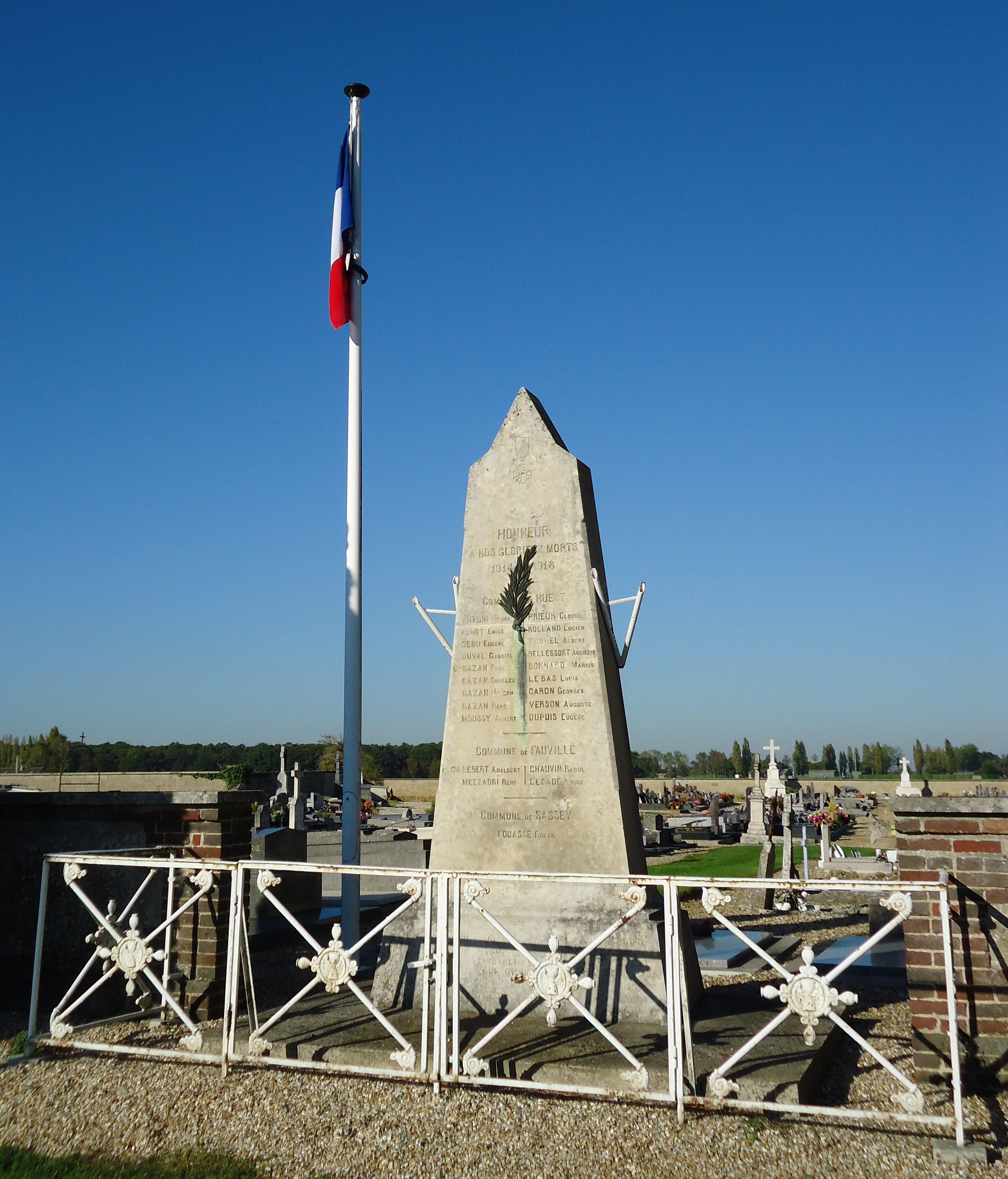
Le monument aux morts.

Dès le début de la Première Guerre mondiale, la Société charitable de Huest, créée en 1909, apporte aux familles l'aide matérielle et psychologique dont elles ont besoin lors de la perte d'un proche. Les dons et les actions, y compris de la municipalité, sont très nombreux envers cette association, d'autant que la commune verse un très lourd tribut pendant ces quatre années : 18 huestois perdirent la vie.
La seule famille Gazan y perd quatre des siens, dont Paul Henri Marie, colonel d'infanterie promu général à titre posthume, et chevalier de la Légion d'honneur.
Le 18 juillet 1920, à proximité de l'église, est inauguré un monument à la mémoire des disparus des trois communes de Fauville, Huest et Sassey. C'est à partir de cette année, et jusqu'en 1940, que l'abbé Audrain, curé de Huest, publie mensuellement L'Écho paroissial de Huest, Gauciel, Fauville et Sassey, ayant pour but d'informer la population des villages sur les évènements communaux.
Ce n'est qu'en 1929 qu'est crée le syndicat intercommunal entre Huest et Fauville visant à électrifier les deux villages. Les premiers branchements sont réalisés en 1931.
Cette année 1929 est également celle de la création de l'Aéroclub de l'Eure qui aura un grand impact sur la commune. Avant son transfert sur Fauville, en 1949, il lui est accolé une école nationale de pilotage, qui, après s'être étendue au nord de la route nationale 13, entre autres sur le territoire de la commune, a été réquisitionnée par l'Armée de l'air pour y former ses pilotes. Pendant près d'un an, entre 1939 et 1940, l'école de Huest sera réquisitionnée pour abriter ces formations. En mai 1940, l'école de pilotage laisse les pistes aux unités combattantes.

#### L’occupation allemande (1940-1944)

##### Les rigueurs de l'occupation allemande
Le 12 juin 1940, la commune de Huest est occupée par l'armée allemande.
La Luftwaffe reprend alors les installations aéronautiques et étend leur superficie sur environ 1 500 hectares. La commune est très impliquée à cette époque dans ces travaux, tant pour la main-d'œuvre et l'intendance, qu'humainement et structurellement. La ferme de la Gâtine, située sur le site, est alors détruite. C'est également à cette époque que l'on coupe l'ancienne route de Fauville à Gauciel, obligeant ainsi la circulation à traverser Huest.

##### La résistance et la Libération
Le 10 juin 1944, après un combat aérien entre la Luftwaffe et l'armée alliée, un avion allemand s'écrase sur la commune. Les bombardements alliés, dès 1941, touchent le village, quatre de ses habitants y trouvent la mort, mais obligent les Allemands à se dissimuler dans les bois : les avions sur Fauville, le quartier général dans le château du Nuisement, et un poste de commandement à l'Ermitage.
C'est dans ce lieu qu'est fusillé, le 21 août 1944, un jeune Ébroïcien qui faisait partie des Forces françaises de l'intérieur. Le 22, les Allemands s'enfuient et les Américains entent dans Huest.

#### De la liberation à nos jours (depuis 1944)
En 1950, les installations aériennes recevaient un centre d'entraînement militaire français, mais dès 1952, elle devint une des neuf bases stratégiques de l'OTAN en Europe, pour l'USAFE, jusqu'en 1967. Les quelque 9 000 militaires américains présents sur la base en 1962 auront une grande importance sur l'évolution sociale (et démographique) du village.
La commune passait alors d'un village rural à un village résidentiel. Pour exemples, des quinze exploitations agricoles recensées en 1955, deux seulement avaient survécu en 2003, en 1955 toujours, Huest adhère au syndicat d'eau potable intercommunal d'Évreux nord-est et l'induction d'eau est effective dès 1956. En 1963, le lavoir de la mare des peupliers, obsolète, fut vendu, et l’abbé de la commune, J.-M. Audrain, décédé l'année précédente, ne fut pas remplacé, obligeant l'Église à créer une paroisse sur plusieurs villages.
Depuis cette date, quelques ensembles pavillonnaires se sont développés, toujours maîtrisés quantitativement et géographiquement par le conseil municipal, donnant à gérer tant en investissement qu'en entretien, un équipement toujours plus important, afin de conserver un cadre de vie attractif et confortable aux administrés.

## Politique et administration

### Environnement administratif
Dépendant en 1793 du district d'Évreux, puis, à partir de 1801, de l'arrondissement d'Évreux, Huest a d'abord fait partie du canton d'Évreux, puis d'Évreux-sud avant d'appartenir, à sa création en 1982, à celui d'Évreux-est. De code 27 37, ce canton, regroupant 12 communes, est représenté au conseil général du département par Anne Mansouret (PS) qui en est la vice-présidente et qui siège également au conseil régional.
De 2001 à 2015, le conseil général de l'Eure est présidé par Jean-Louis Destans (PS), à l'image du conseil régional de Haute-Normandie, présidé par Alain Le Vern (PS) de 1998 à 2012, qui compte parmi ses membres Bruno Le Maire (UMP), ministre de l'Agriculture de juin 2009 à mai 2012, et qui a vu se succéder à sa présidence quelques personnalités politiques françaises comme Jean Lecanuet, André Bettencourt ou encore Laurent Fabius.
Le conseil régional édite un journal d'information, Ma région  (ISSN 1294-8578).
Huest fait partie de la première circonscription de l'Eure, représentée à l'assemblée nationale par son député, Guy Lefrand(UMP), depuis le 13 janvier 2009, en qualité de suppléant de Bruno Le Maire, élu député en juin 2007 mais nommé ministre de l'Agriculture en juin 2009 et ne pouvant cumuler les deux fonctions.
De juin 1988 à juin 2007, le député de cette circonscription fut, sans interruption, Jean-Louis Debré (UMP), président de cette assemblée de juin 2002 à mars 2007, date à laquelle il devient président du conseil constitutionnel.
Le département de l'Eure compte trois sénateurs, Joël Bourdin (UMP), Hervé Maurey (NC) et Ladislas Poniatowski (UMP), renouvelables en 2014.
Depuis le 28 septembre 2011, le préfet de l'Eure en fonction est Dominique Sorain.
En 1878, état est fait de la situation économique de la commune, faisant apparaître un classement dans les premières du canton d'Evreux-sud pour les rapports "revenus annuels/population" ou "revenus annuels/surface".
Huest fait partie, depuis sa création en 2000, de la communauté de communes du Grand Evreux Agglomération.

### Administration municipale
Avec un nombre d'habitants en 2008 compris entre 500 et 1 500, la commune se doit, conformément au code général des collectivités territoriales, d'élire une liste de 15 conseillers 
municipaux, qui, à leur tour, vont élire le maire lors de la première réunion du conseil municipal ; voici leurs noms de 1792 à 1945, puis de 1945 à nos jours :
| Période | Période  | Identité        | Étiquette | Qualité  |
| ------- | -------- | --------------- | --------- | -------- |
| 1945    | 1947     | Pierre Lemarié  |           |          |
| 1947    | 1953     | Baptiste Bidard |           |          |
| 1953    | 1971     | Pierre Lemarié  |           |          |
| 1971    | 2008     | Pierre Moisy    |           |          |
| 2008    | En cours | Michel Molina   | DVG       | Retraité |

### Tendances politiques et résultats
À l'image du département, la tendance politique de la commune a doucement évolué au fil des ans, passant du radicalisme à une droite modérée, puis une division entre le socialisme et le gaullisme. Bien qu'aucune appartenance à un quelconque parti politique ne soit mis en avant lors des élections municipales au sein de la liste unique, une sensibilité de droite se dégage lors des scrutins municipaux et nationaux.
Le taux d'abstention de la commune est systématiquement moins élevé que celui du département ou du pays lors des élections présidentielles :
|                          | 1995 1er tour | 1995 2e tour | 2002 1er tour | 2002 2e tour | 2007 1er tour | 2007 2e tour | 2012 1er tour | 2012 2e tour |
| ------------------------ | ------------- | ------------ | ------------- | ------------ | ------------- | ------------ | ------------- | ------------ |
| Huest                    | 17,44 %       | 15,89 %      | 21,38 %       | 14,05 %      | 10,20 %       | 10,96 %      | 16,20 %       | 15,85 %      |
| Eure                     | 19,07 %       | 18,99 %      | 25,76 %       | 19,26 %      | 15,57 %       | 14,93 %      | 18,49 %       | 18,56 %      |
| France                   | 21,62 %       | 20,34 %      | 28,40 %       | 20,29 %      | 16,23 %       | 16,03 %      | 20,52 %       | 19,65 %      |
| Sources : Politiquemania |               |              |               |              |               |              |               |              |

Les chiffres issus des urnes de la commune, lors des élections présidentielles en 1995 et 2002, font apparaître des résultats orientés légèrement plus à droite, tout en adhérant moins à l'élan d'extrême droite, que la moyenne nationale; le deuxième tour de 1995 voit Jacques Chirac (RPR) obtenir, face à Lionel Jospin (PS), 57,34 % des suffrages alors qu'il est élu avec 52,64 % au niveau national. Il en est de même en 2002 où le président sortant, Jacques Chirac, est réélu avec 84,18 % des suffrages au deuxième tour, face à Jean-Marie Le Pen (FN), alors que son score national est de 82,21 %.
Cette tendance semble s'amplifier, d'après les résultats de l'élection présidentielle de 2007, où Nicolas Sarkozy (UMP) obtient 53,06 % des suffrages au niveau national, et 60,67 % des suffrages dans la commune, au second tour, face à Ségolène Royal (PS).
Les résultats des élections législatives de 1997 et 2002 confirment cette tendance avec, dans la commune, un pourcentage variant au deuxième tour, entre 52,08 % et 57,99 % en faveur de Jean-Louis Debré (RPR puis UMP), puis, en 2007, Bruno Le Maire (UMP) l'emporte au deuxième tour, face à Anne Mansouret (PS), avec 57,81 % des suffrages. Il est réélu à ce poste en 2012 avec 57,97 % des voix, toujours dans la première circonscription, où il est opposé à Michel Champredon, maire d'Evreux en fonction.
Les élections locales présentent des résultats différents, plutôt orientés à gauche, même si les scores en faveur de la droite traditionnelle sont supérieurs à ceux du département, et ceux de l’extrême droite nettement inférieurs.
Les élections régionales de 2004 apportent un résultat, au deuxième tour, en faveur du candidat de l'Union de la gauche et des Écologistes, Alain Le Vern, avec 43,66 % dans la commune, face à Antoine Rufenacht pour l'UDF et l'UMP avec 40,71 %. Ces deux candidats obtiennent respectivement 46,65 % et 35,50 % à l'échelle du département. 
Il en est de même en 2010, ou le candidat de l'Union de la gauche et des écologistes, Alain Le Vern, arrive en tête des votes de la commune au deuxième tour avec 48,28 %, devançant Bruno Le Maire, représentant l'union de la droite, avec 40,13 %. Le candidat du Front national, Nicolas Bay, obtient quant à lui 11,60 %. Au niveau départemental, Alain Le Vern arrive en tête avec 49,11 % des suffrages, suivi par Bruno Le Maire, 34,49 %, et Nicolas Bay avec 16,40 %.

### Justice
En matière de justice, la commune dépend d'Évreux, préfecture de l'Eure, où siège un tribunal d'instance ainsi qu'un tribunal de grande instance pour les affaires civiles, tous deux dans les locaux du tribunal.
C'est à cette même adresse que se trouve le tribunal pour enfants.
Pour la juridiction du second degré de droit commun, elle dépend de la cour d'appel de Rouen.
Le tribunal de commerce ainsi que le conseil des prud'hommes référents se trouvent également à Évreux.
Les dernières juridictions compétentes sont le tribunal administratif de Rouen ainsi que la cour administrative d'appel de Douai
.

### Cadastre
La commune est divisée en huit sections cadastrales.
Les habitations sont concentrées sur les sections AB et AC.
Il est à noter que la section sur laquelle est implantée la base aérienne 105, bien que faisant partie de commune, n'est pas référencée, interdisant ainsi toute action de la mairie sur cette partie du territoire.

## Population et société

### Démographie
Le dernier recensement, en 2009, a dénombré 670 habitants, le chiffre le plus important depuis la création de la commune, soit une densité de 102 Huestois par km2. En 2008, avec 666 habitants, cette densité de 101 habitants par km2 est légèrement supérieure à celle du canton et du département, mais identique à celle de la France.

#### Évolution démographique
L'évolution du nombre d'habitants est connue à travers les recensements de la population effectués dans la commune depuis 1793. Pour les communes de moins de 10 000 habitants, une enquête de recensement portant sur toute la population est réalisée tous les cinq ans, les populations de référence des années intermédiaires étant quant à elles estimées par interpolation ou extrapolation. Pour la commune, le premier recensement exhaustif entrant dans le cadre du nouveau dispositif a été réalisé en 2005.

En 2022, la commune comptait 776 habitants, en évolution de −1,4 % par rapport à 2016 (Eure : −0,25 %, France hors Mayotte : +2,11 %).
| 1793 | 1800 | 1806 | 1821 | 1831 | 1836 | 1841 | 1846 | 1851 |
| ---- | ---- | ---- | ---- | ---- | ---- | ---- | ---- | ---- |
| 190  | 173  | 210  | 201  | 200  | 218  | 223  | 226  | 207  |

| 1856 | 1861 | 1866 | 1872 | 1876 | 1881 | 1886 | 1891 | 1896 |
| ---- | ---- | ---- | ---- | ---- | ---- | ---- | ---- | ---- |
| 202  | 195  | 197  | 209  | 196  | 200  | 180  | 166  | 177  |

| 1901 | 1906 | 1911 | 1921 | 1926 | 1931 | 1936 | 1946 | 1954 |
| ---- | ---- | ---- | ---- | ---- | ---- | ---- | ---- | ---- |
| 170  | 157  | 162  | 146  | 153  | 163  | 166  | 152  | 164  |

| 1962 | 1968 | 1975 | 1982 | 1990 | 1999 | 2005 | 2006 | 2010 |
| ---- | ---- | ---- | ---- | ---- | ---- | ---- | ---- | ---- |
| 185  | 231  | 547  | 651  | 581  | 606  | 653  | 656  | 675  |

| 2015 | 2020 | 2022 | - | - | - | - | - | - |
| ---- | ---- | ---- | - | - | - | - | - | - |
| 773  | 778  | 776  | - | - | - | - | - | - |

L'intégralité des données et statistiques liées à la démographie pour la commune sont disponibles sur la fiche éditée par l'Insee.
Le taux d'évolution annuel de la population de la commune était compris entre 0 et + 2,9 % entre 1999 et 2008, avec une moyenne de + 1,1 % par an, incluant un taux de natalité de 1,21 % et de mortalité de 0,49 %.
Les archives du département ont mis en ligne les registres manuscrits des recensements nominatifs de 1891 à 1968. La commune, lacunaire en la matière, ne bénéficie que des années 1891, 1896 et 1901.

#### Pyramide des âges
La population de la commune est relativement jeune.
En 2018, le taux de personnes d'un âge inférieur à 30 ans s'élève à 34,5 %, soit en dessous de la moyenne départementale (35,2 %). À l'inverse, le taux de personnes d'âge supérieur à 60 ans est de 25,3 % la même année, alors qu'il est de 25,5 % au niveau départemental.
En 2018, la commune comptait 382 hommes pour 410 femmes, soit un taux de 51,77 % de femmes, légèrement supérieur au taux départemental (51,26 %).
Les pyramides des âges de la commune et du département s'établissent comme suit.
| Hommes | Classe d’âge | Femmes |
| ------ | ------------ | ------ |
| 0,8    | 90 ou +      | 1,0    |
| 6,1    | 75-89 ans    | 11,2   |
| 16,8   | 60-74 ans    | 14,6   |
| 18,7   | 45-59 ans    | 18,1   |
| 22,4   | 30-44 ans    | 21,3   |
| 11,5   | 15-29 ans    | 13,4   |
| 23,7   | 0-14 ans     | 20,3   |

| Hommes | Classe d’âge | Femmes |
| ------ | ------------ | ------ |
| 0,6    | 90 ou +      | 1,6    |
| 6,4    | 75-89 ans    | 8,8    |
| 17,3   | 60-74 ans    | 18,1   |
| 20,7   | 45-59 ans    | 20     |
| 18,8   | 30-44 ans    | 18,6   |
| 16,3   | 15-29 ans    | 14,5   |
| 20     | 0-14 ans     | 18,3   |

### Enseignement
Une note sur la commune, datant de 1840, confirme la présence, dans les locaux de la mairie, d'une école communale de 45 élèves. Mais l'une des principales conséquences de l'évolution démographique de la fin du XXe siècle fut l'obligation de répondre à la demande d'enseignement des enfants.
En 1968, le chiffre d'enfants scolarisés, dans une unique classe sur ce même site, était sensiblement le même, mais les nouvelles normes imposèrent la création d'une seconde classe. Elle fut érigée provisoirement dans la cour de l'ancien presbytère. Lui succédèrent l'ouverture d'une troisième classe en 1972, puis d'une section de maternelle en 1975. 
Une cantine est équipée en 1983 pour répondre aux attentes des habitants.
Le 9 septembre 1990, la municipalité inaugure le nouveau groupe scolaire du Haut-Bois afin de rassembler toutes les classes du village dans un environnement de qualité. Il assure la scolarité des enfants, de l'école maternelle à la fin de l'école élémentaire, et comprend cinq classes, une cantine scolaire, qui sert une centaine de repas par jour, une bibliothèque et un service de garderie fonctionnant le matin et le soir. Dans un souci d'action environnementale, et pour pallier une réfection nécessaire de la toiture du bâtiment, la mairie fait mettre en place en 2011 un revêtement en membrane solaire amorphe, en vue de revendre la production d'électricité ainsi créée.
L'école communale dépend de l'Académie de Normandie et de l'inspection académique de l'Eure. Elle fait partie de la zone B pour les vacances scolaires, mais n'a pas encore mis en place de jumelage avec une commune étrangère.

### Cultes
En ce qui concerne le culte catholique, la commune, située dans la province ecclésiastique de Rouen, rattachée au diocèse d'Évreux, fait partie de la paroisse Saint-Jean-Baptiste-du-Val-Iton, sous l'appellation de Communauté de Saint-Pierre de Huest.
Mais il n'en a pas toujours été ainsi ; la commune faisait en 1877 partie de l'archidiaconé et de l'archiprêtré d'Évreux, étant l'une des 13 paroisses du canton d'Évreux-Est, dépendant de la cure de Notre-Dame d'Évreux.
Plus avant, en 1654, la carte du diocèse de l'évêché d'Évreux montre que Huest faisait partie de la doyenné de La Croix-Saint-Leufroy, où se tenait une très importante abbaye.
L'évêque actuel du diocèse est Mgr Christian Nourrichard. De 1982 à 1995, cette fonction est occupée par le très controversé Jacques Gaillot.
L'église Saint-Pierre de Huest est commune aux trois villages de Sassey, Fauville et Huest, un office y est célébré le premier dimanche de chaque mois pour l'ensemble de la paroisse.
Le lieu de culte de l'église évangélique le plus proche se trouve à Évreux, rue Georges Bernard. Le pasteur en titre de ce « centre évangélique Mission de Réveil » est Jean-Pierre Perrin.
L'église protestante réformée d'Évreux et de l'Eure, dont le pasteur est Éric George, a son temple dans la rue du chantier à Évreux.
Quatre mosquées sont recensées à proximité de Huest pour la pratique du culte musulman, elles sont toutes localisées à Évreux. Un projet de mosquée plus importante a vu le jour à l’hôtel d'agglomération du GEA en 2010.
La synagogue la plus proche du village se trouve également à Évreux, boulevard de Chambaudoin.

## Culture locale et patrimoine

### Lieux et monuments

#### Église Saint-Pierre,XIXe

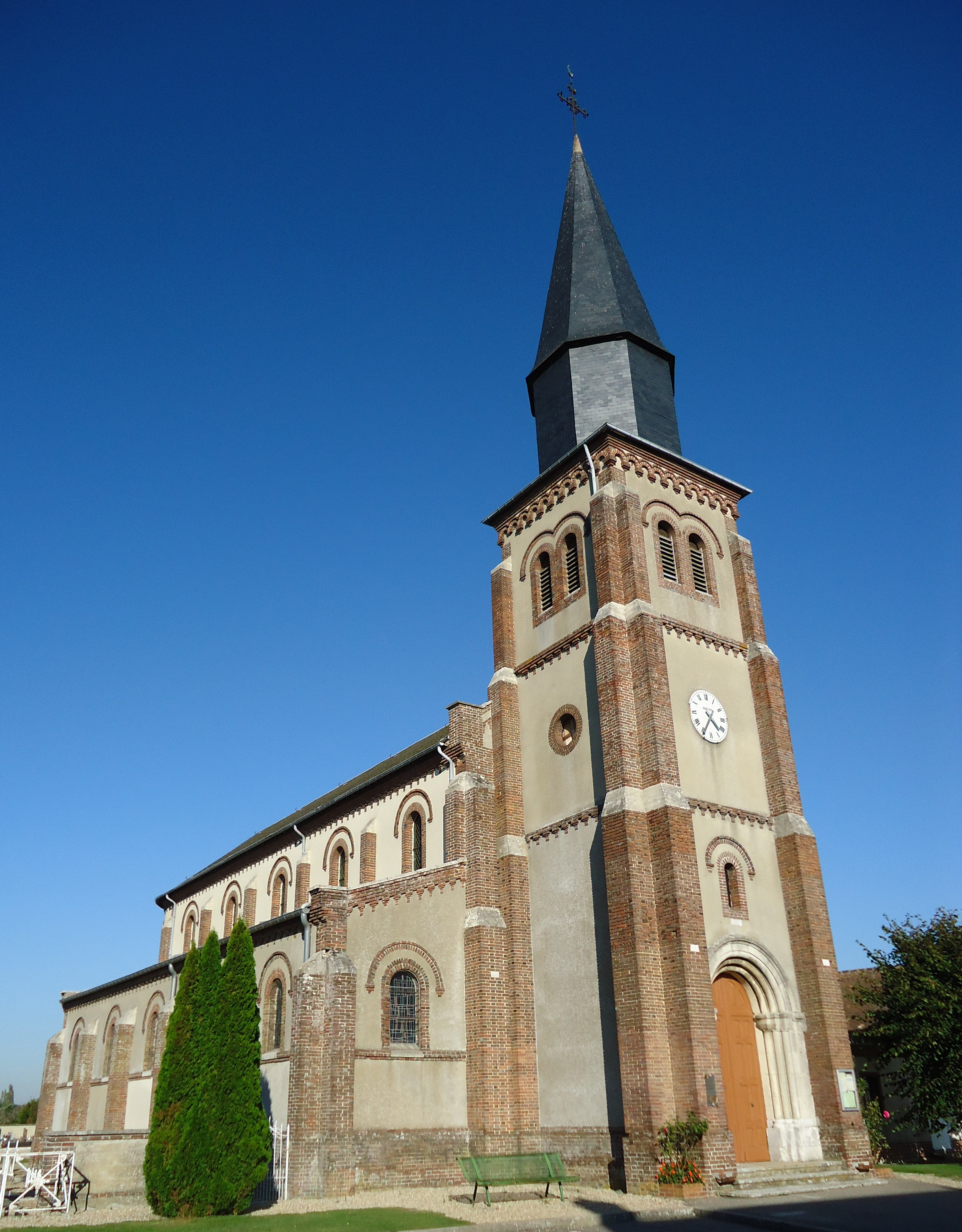
L'église Saint-Pierre.

Église actuelle de la communauté Saint-Pierre de Huest construite ente les années 1860 et 1862, d'après plans et devis réalisés par l'architecte ébroïcien Bourguignon, elle fut érigée à quelques mètres de l'ancienne église (emplacement aujourd'hui symbolisé par un calvaire sur lequel on peut lire « Bénit le 28 août 1868 ») grâce à la volonté des quatre communes, Fauville, Sassey, Gauciel et Huest, dont elle était l'église commune.
Consacrée en 1863 (le lundi de Pentecôte), cette église de style néo-roman se présente sous la forme d'un plan basique rectangulaire élevé par une structure de briques rouges et moellons encadrant des panneaux enduits, un haut clocher couvert en ardoise est érigé au-dessus du porche. 

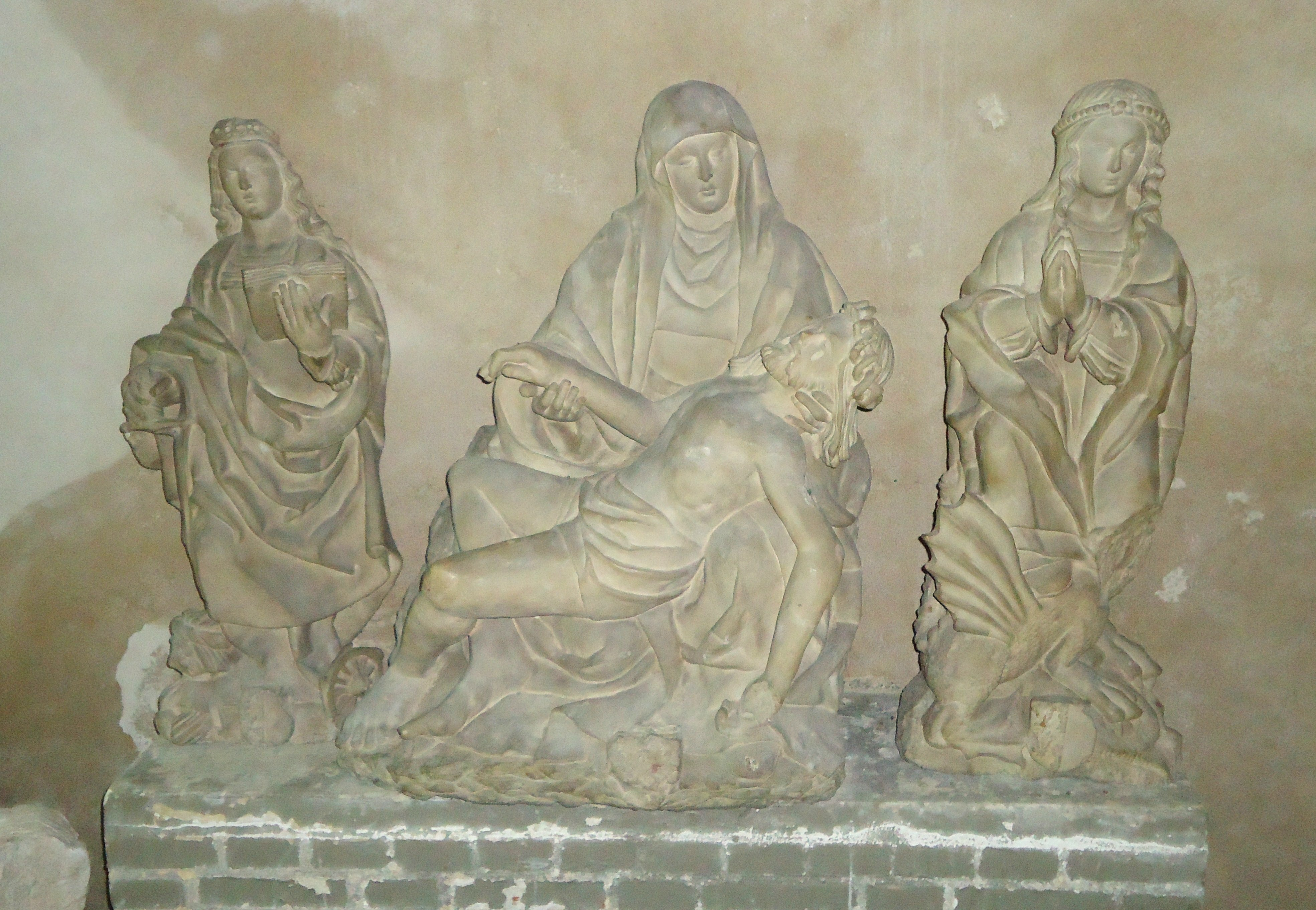
La pietà, dans la nef de l'église.

L'intérieur comprend une triple nef dont la centrale est éclairée par une deuxième série de fenêtres ouverte au-dessus des toitures à faible pente des deux latérales. Afin de donner à l'ensemble une ressemblance aux églises primitives, l'intérieur a vu ses décors peints dans les tons rouge et bleu.
L’église Saint-Pierre de Huest possède une statuaire importante, constituée, entre autres, d'une statue de sainte-Marthe, et une autre de sainte-Marguerite, du XVIe siècle et d'une remarquable pietà (XVIe), issue de l'ancienne église.
Ces deux dernières ont été classées monument historique au titre d'objet en 1992.

#### Porche dit «de la ferme de l'abbaye Sainte-Cécile»,XVIIIe

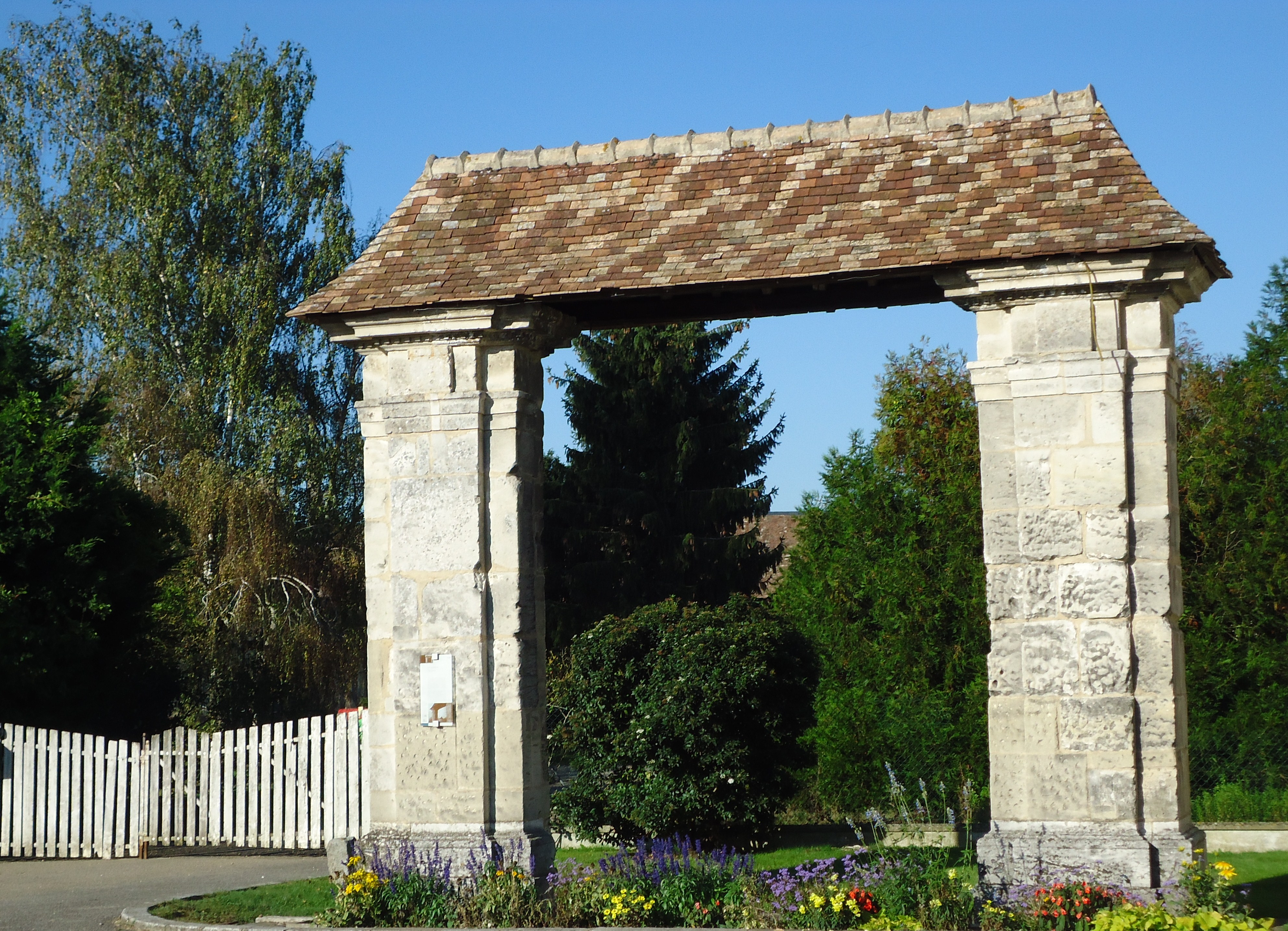
Porche (XVIIIe) de la ferme du domaine seigneurial de Huest.

La perspective de la RD 63, en venant d’Évreux, se termine sur cet imposant porche qui symbolise l'entrée de l'ancienne ferme dépendant, à l'origine, du prieuré de Sainte-Cécile.
Il est attribué à Charles Adrien Duval, seigneur de Huest, voulant ainsi montrer la puissance de son pouvoir seigneurial, après avoir acquis ce domaine, d'une valeur foncière importante, auprès de la famille "de Poissy". Il ouvrait sur la cour de ferme dans laquelle se trouve le pigeonnier du XVIIe référencé ci-après.
Anciennement situé sur la propriété de l'exploitation agricole, ce porche en a été détaché pour être entretenu et mis en valeur par la municipalité qui y a apposé une note explicative sur son pilier ouest. Du fait de son emplacement, au cœur du village, donnant sur le carrefour principal, il est un point de repère pour beaucoup d'itinéraires, et devient petit à petit le symbole de la commune.

### Personnalités liées à la commune
- Charles Gazan[123] (1774 - 1861), fils d'un procureur du duc de Bouillon, il fut conseiller de la préfecture, puis élu député en 1820 pour dix ans. Il fut également à l'origine, en 1820, de la construction du château du Nuisement (ancien hameau de la commune), toujours propriété de la famille en ce début du XXIe siècle.
- Alexandra Ledermann (1969 - ), cavalière française de niveau international, fut, entre autres, la première femme championne d'Europe de saut d'obstacles et médaillée de bronze en individuel aux Jeux olympiques de 1996 à Atlanta dans la même discipline.
- Esteban Ocon dont les parents ont pendant longtemps possédé un garage à Huest[124].

### Héraldique
| Blason | Blasonnement : D’azur à la croix latine alésée de gueules*, cantonnée au premier et au quatrième de deux fleurs de lis d’or, au deuxième et au troisième de deux épis de blé posés en barre du même. * Il y a là non-respect de la règle de contrariété des couleurs : ces armes sont fautives (croix de geules sur champ d'azur). |